# Zakopower & Atom String Quartet
Zakopower & Atom String Quartet – wspólny album polskich grup Zakopower i Atom String Quartet, wydany 28 kwietnia 2017 przez oficynę Kayax Production & Publishing. Album uzyskał nominację do nagrody Fryderyka 2018 w kategorii Album Roku Muzyka Korzeni.

## Lista utworów
1. Intro
2. Milczenie owiec
3. Siwa mgła
4. Cy to ta
5. Kie Janicka wiedli od Lewoce / Ballada o śmierci Janosika
6. Kac
7. Tata
8. Powrót
9. Bóg wie gdzie
10. Zakopane
11. Boso
12. Kiebyś ty